# جمال بابان
جمال بن عبد القادر بن عزمي بك بن مصطفى بك بن سليمان باشا بن عبد الرحمن باشا بابان (1927 - 8 سبتمبر/أيلول 2023) هو كاتب ومحام وإداري ومؤرخ عراقي، من مواليد مدينة السليمانية، أكمل كلية الحقوق العراقية عام 1950، وشغل عدة وظائف إدارية، وكان الأمين العام للمجمع العلمي الكردي، ومدير عام دار التضامن الكردية، وله عدة مؤلفات باللغة الكردية، منها: «خانزاد» قصة صدرت عام 1957، قطعة غيم داكنة - قصة، صدرت عام 1958، ومجموعة قصص قصيرة صدرت عام 1969، وباللغة العربية، صدرت له موسوعة بعنوان «أعلام الكرد»، ومن أشهر كتبه «أصول أسماء المدن والمواقع العراقية» الذي صدر بثلاثة أجزاء، وكتاب المصطلحات الكردية التي لها أكثر من مدلول، مستل من مجلة المجمع العلمي الكردي. وهو أول رئيس لاتحاد الأدباء الكرد عام 1970م.

## مؤلفاته
بالعربية
1. أعلام كرد العراق.
2. أصول أسماء المدن والمواقع العراقية.[7]
3. واقع كركوك: دراسات تاريخية، قانونية، احصائية.
4. حمدون الضرير والفلقة التاريخية.[8]
5. السليمانية وأحداثها كما وردت في أشعار الشعراء.[8]

بالكردية
1. (بالكردية: بابان لە مێژوودا و گەورە پیاوانی بابان)‏
2. (بالكردية: سلێمانى شاره گه‌شاوه‌که‌م)‏
3. (بالكردية: مامە ىارە : چەند چىرۆکێکى کورت لەگەڵ دوانى شانۆىىە)‏